# Histor-Sigma
El equipo Histor-Sigma, conocido anteriormente como Sigma, fue un equipo ciclista belga que compitió profesionalmente entre el 1986 y el 1991.

## Corredor mejor clasificado en las Grandes Vueltas
| Año  | Giro de Italia | Tour de Francia    | Vuelta a España       |
| ---- | -------------- | ------------------ | --------------------- |
| 1986 | -              | -                  | -                     |
| 1987 | -              | -                  | -                     |
| 1988 | -              | 61.º Jan Nevens    | 34.º Paul Haghedooren |
| 1989 | -              | 27.º Luc Roosen    | 25.º Didier Virvaleix |
| 1990 | -              | 44.º Stephen Roche | -                     |
| 1991 | -              | 32.º Uwe Ampler    | -                     |

## Principales resultados
- Scheldeprijs: Etienne De Wilde (1987)
- Nokere Koerse: Etienne De Wilde (1987), Rik Van Slycke (1989), Herman Frison (1990)
- Circuito del País de Waes: Frank Pirard (1987, 1989)
- Tour del Mediterráneo: Jan Nevens (1988)
- Circuito de Houtland: Danny Janssens (1988)
- Estrella de Bessèges: Etienne De Wilde (1989)
- Omloop Het Nieuwsblad: Etienne De Wilde (1989), Andreas Kappes (1991)
- Campeonato de Flandes: Etienne De Wilde (1989)
- Gante-Wevelgem: Herman Frison (1990)
- Gran Premio Jef Scherens: Wilfried Peeters (1990)
- E3 Harelbeke: Søreno Lilholt (1990)
- Premio Nacional de Clausura: Herman Frison (1991)
- París-Bruselas: Brian Holm (1991)

### A las grandes vueltas
- Vuelta en España
  - 2 participaciones (1988, 1989)
  - 1 victorias de etapa:
    - 1 al 1989: Jean-Pierre Heynderickx

  - 0 clasificación finales:
  - 0 clasificaciones secundarias:

- Tour de Francia
  - 4 participaciones (1988, 1989,  1990, 1991)
  - 2 victorias de etapa:
    - 1 al 1989: Étienne de Wilde
    - 1 al 1991: Étienne de Wilde

  - 0 clasificación finales:
  - 0 clasificaciones secundarias:

- Giro de Italia
  - 0 participaciones
  - 0 victorias de etapa:
  - 0 clasificación finales:
  - 0 clasificaciones secundarias: